# Марк Цецилий Метелл (консул)
Марк Цеци́лий Мете́лл (лат. Marcus Caecilius Metellus; умер после 111 года до н. э.) — римский военачальник и политический деятель из плебейского рода Цецилиев, консул 115 года до н. э. В 114—111 годах до н. э. был наместником Сардинии, подавил восстание местных племён и за это был удостоен триумфа.

## Происхождение

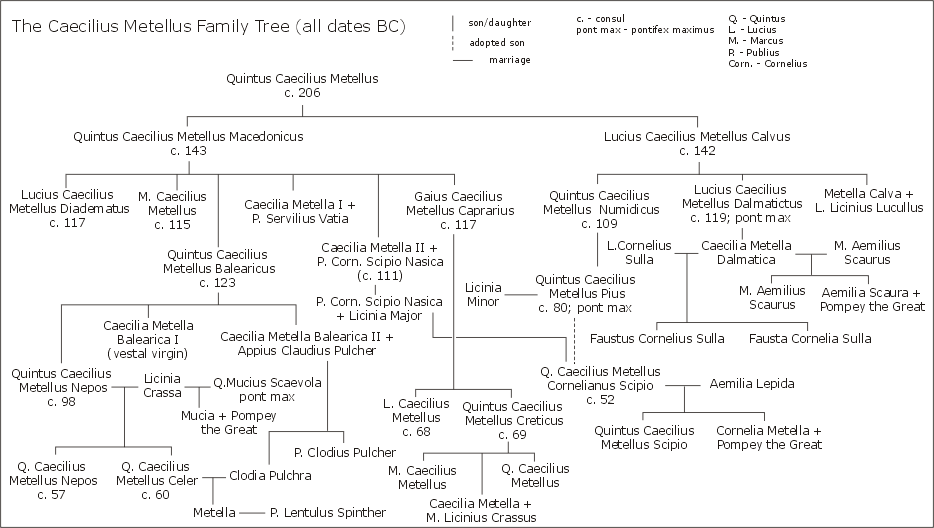
Цецилии Метеллы

Марк Цецилий принадлежал к влиятельному плебейскому роду Цецилиев Метеллов, происходившему, согласно легенде, от сына бога Вулкана Цекула, основателя города Пренесте. Метеллы вошли в состав сенаторского сословия в начале III века до н. э.: первый консул из этого рода был избран в 285 году до н. э. Марк был третьим из четырёх сыновей Квинта Цецилия Метелла Македонского; родным дядей ему приходился Луций Цецилий Метелл Кальв, а двоюродными братьями соответственно Луций Цецилий Метелл Далматийский и Квинт Цецилий Метелл Нумидийский. Родными братьями были Гай Цецилий Метелл Капрарий, Квинт Цецилий Метелл Балеарский и Луций Цецилий Метелл Диадемат.

## Биография
Впервые Марк Цецилий упоминается в источниках в связи с событиями 129 года до н. э. Тогда умер Публий Корнелий Сципион Эмилиан, главный политический противник Метелла Македонского; последний, несмотря на былую вражду, приказал своим сыновьям принять участие в выносе тела. Свою карьеру Метелл начал с должности монетария приблизительно в 127 году до н. э. Сохранились образцы отчеканенных им денариев, на которых с одной стороны изображён македонский щит с головой слона, а на другой — либо богиня Рома, либо Аполлон. Сохранилась и отчеканенная Марком Цецилием медная монета семис — тоже с македонским щитом, корабельным носом и головой Юпитера.
Учитывая требования закона Виллия, установившего минимальные временные промежутки между магистратурами, исследователи датируют самое позднее 118 годом до н. э. претуру Марка Цецилия. В 115 году до н. э. Метелл получил консулат, совместный с патрицием Марком Эмилием Скавром (именно в его консульский год умер Метелл Македонский). Его провинцией стала Корсика и Сардиния ; на Сардинии в это время началось очередное восстание местных племён, которое Метелл подавлял в течение нескольких лет. Он вернулся в Италию в 111 году до н. э. и 15 июля отпраздновал триумф над сардами, причём сделал это в один день с братом Гаем Капрарием (последний одержал победу над фракийцами).
В те же годы один из Метеллов восстановил храм Матери Богов в Риме, пострадавший в результате пожара. Это мог быть Марк Цецилий, хотя столь же вероятно, что речь идёт о Гае Цецилии Метелле Капрарии или Луции Цецилии Метелле Далматике.